# طوطی‌های علف
طوطی‌های علف (نام علمی: Neophema) نام یک سرده از تیره طوطیان راستین است.
هفت گونه شناخته‌شده در این سرده:
- طوطی بال‌آبی،  Neophema chrysostoma
- طوطی برازنده،  Neophema elegans
- طوطی صخره‌دوست،  Neophema petrophila
- طوطی نوک‌نارنجی،  Neophema chrysogaster
- طوطی فیروزه‌ای،  Neophema pulchella
- Scarlet-chested Parrot, Neophema splendida